# La Courneuve – 8 Mai 1945
La Courneuve – 8 Mai 1945 – końcowa stacja linii 7 metra w Paryżu, położona w gminie La Courneuve.

## Stacja

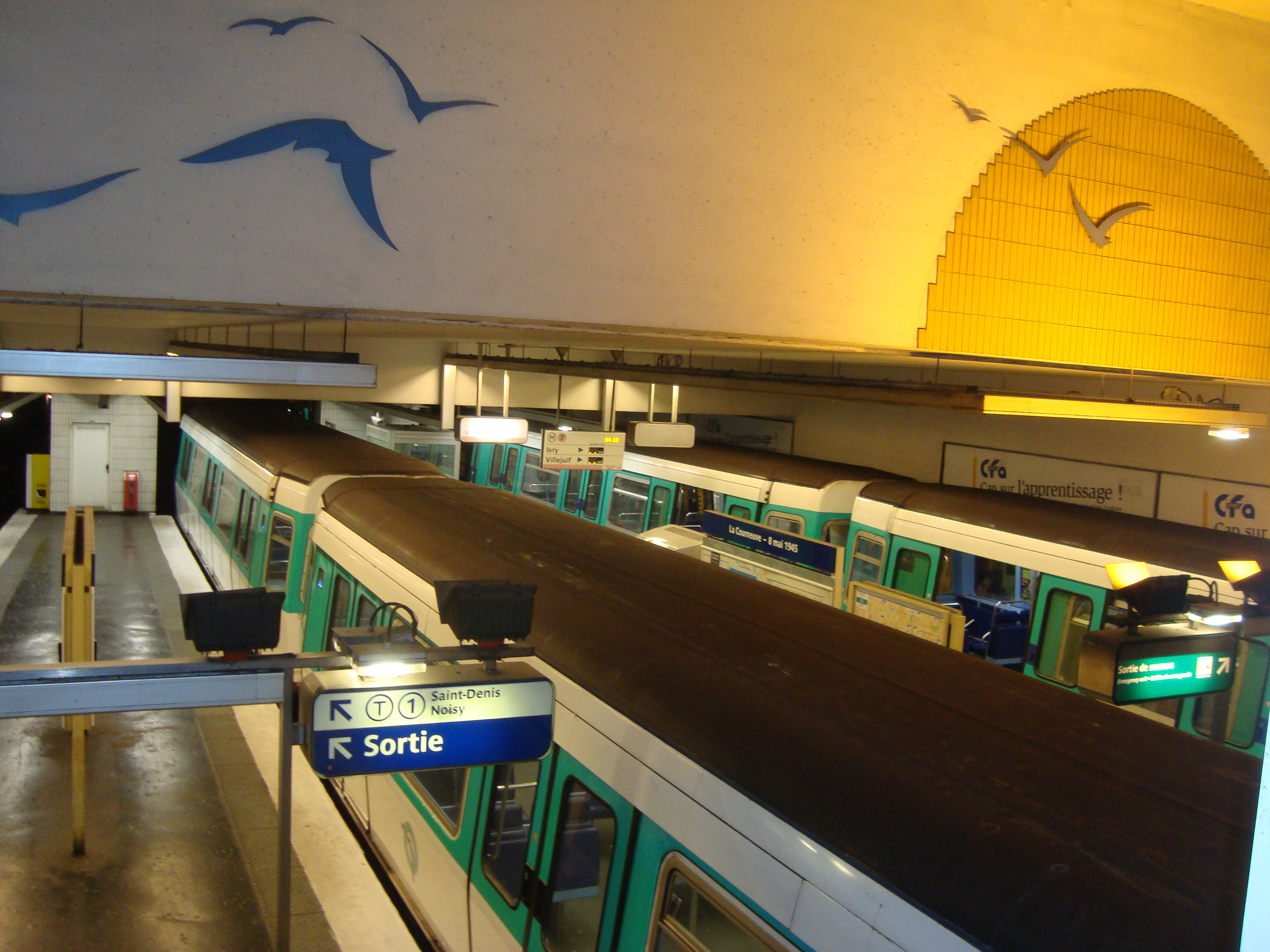
Widok peronów i dekoracji ściany.

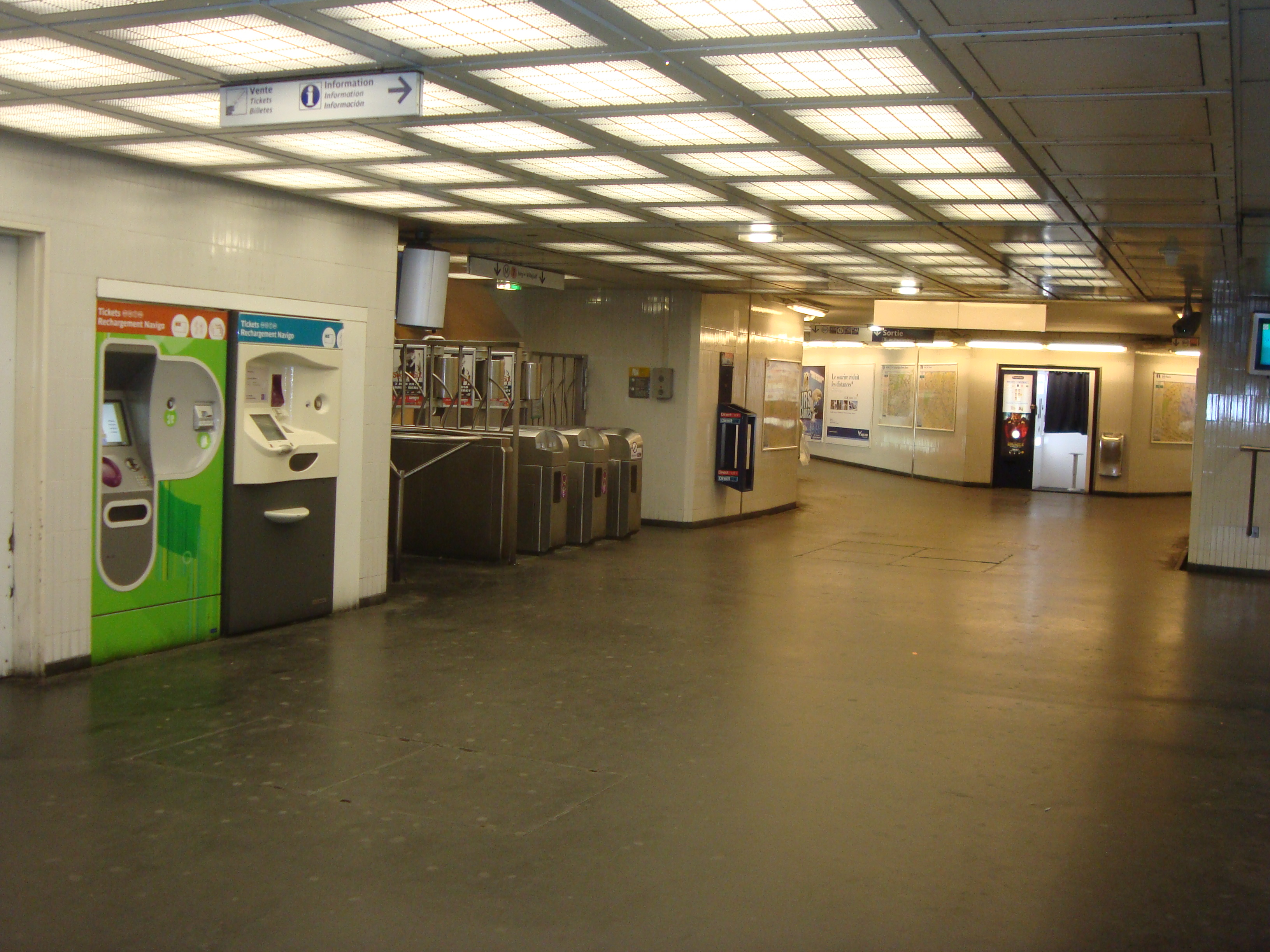
Antresola stacji.

Stacja została uruchomiona 6 maja 1987 jako zakończenie przedłużenia linii 7 od stacji Fort d’Aubervilliers. W 2005 roku stacja przeszła remont.
Jest to obiekt podziemny. Posiada trójnawową halę peronową z 3 torami – z których środkowy służy i przyjazdom, i odjazdom pociągów – i dwoma peronami centralnymi. Na północ od stacji mieszczą się tory odstawcze. Ściany stacji są pokryte dekoracją przedstawiającą wschód lub zachód słońca nad morzem. Cztery spośród wyjść ze stacji prowadzą na perony tramwajowe, cztery pozostałe – na Place du 8 Mai 1945.
Pierwszy człon nazwy stacji pochodzi od gminy La Courneuve, na terenie której się znajduje. Drugi zaś odwołuje się do położonego nad stacją placu – Place du 8 Mai 1945. Ten zaś upamiętnia kapitulację III Rzeszy 8 maja 1945 roku, która zakończyła II wojnę światową.

## Przesiadki
Na stacji możliwe są przesiadki do linii T1 tramwaju Île-de-France, do autobusów dziennych RATP, TRA i CIF oraz nocnych Noctilien.

## Otoczenie
O ile otoczenie stacji, dzielnica Quatre Routes jest miejscem w niewielkim stopniu atrakcyjnym turystycznie, o tyle jest to ważny punkt na handlowo-usługowej mapie miasta. W pobliżu stacji we wtorki, piątki i niedziele rano działa duży targ.
8 maja 1987 roku nad stacją odsłonięto pomnik Mémorial de la Résistance autorstwa Shelomo Selingera, nawiązujący do pomnika na miejscu obozu internowania w Drancy – Cité de la Muette tego samego autora. Do dawnego obozu można dojechać stąd linią tramwajową T1.
Autobusy linii 152 umożliwiają dojazd ze stacji do Muzeum Lotnictwa i Astronautyki Le Bourget, gdzie cyklicznie odbywa się Międzynarodowy Salon Lotniczy.
Regularnie na stacji odbywa się zwiedzanie przestrzeni na co dzień niedostępnych dla pasażerów, np. stanowisk manewrowych i utrzymania.